# 제이크 폭스
제이콥 퀴린 폭스(영어: Jacob Quirin Fox, 1982년 7월 20일 ~ ) 미국의 야구 선수이자 전  한화 이글스의 외야수 겸 포수이다. 메이저 리그 시카고 컵스와 오클랜드 애슬레틱스 그리고 볼티모어 오리올스에서 활동했다.
인디애나주 인디애나폴리스에 소재한 케세드랄 고등학교를 졸업한 후 미시간 대학에 진학한다. 대학 재학 시절에는 올-빅텐 컨퍼런스 퍼스트 팀에 선정되기도 했다.

## 미국 프로야구시절
2003년 신인 드래프트에서 시카고 컵스의 3라운드 전체 73번째로 지명을 받았는데, 지명 당시 포지션은 포수였다. 수년 간의 마이너 리그 생활을 거친 뒤 마침내 2007년 메이저 리그에 데뷔하게 된다. 이후 오클랜드 애슬레틱스, 볼티모어 오리올스, 토론토 블루제이스 산하 마이너 리그팀에서 활동한다.

## 한국 프로야구시절

### 한화 이글스시절
2015년 5월 13일 나이저 모건의 대체 용병으로 한화 이글스와 계약에 합의했다.
1군 등록 후 4경기 만에 부상으로 전력에서 이탈했고 8월 16일에 다시 1군에 합류했다. 오랜 기간 동안 보이지 않아 먹튀 논란도 있었다.
8월 19일에는 선발 포수 조인성이 초반에 교체되고 백업 포수 정범모마저 5회 대타로 교체되자 포수로 교체 출전했다.
2015 시즌 38경기에 출전해 타율 0.278, 7홈런, 30안타, 25타점을 기록하였다. 차기 시즌에는 그의 대체 선수로 윌린 로사리오가 영입된다.

## 미국 프로야구복귀
2016년 1월 19일 필라델피아 필리스와 마이너 계약을 맺었다.